# Anton Strålman
Anton Strålman (ur. 1 sierpnia 1986 w Tibro) – szwedzki hokeista, reprezentant Szwecji.

## Kariera
- Västergötland (2001-2002)
- Skövde IK J20 (2002-2003)
- Skövde IK (2003-2005)
- Timrå IK (2005-2007)
- Toronto Maple Leafs (2007-2009)
  -  Toronto Marlies (2007-2009)
- Columbus Blue Jackets (2009-2011)
- New York Rangers (2011-2014)
- Tampa Bay Lightning (2014-2019)
- Florida Panthers (2019-2021)
- Arizona Coyotes (2021-2022)
- Boston Bruins (2022-)

Wychowanek klubu Tibro IK. Od listopada 2011 roku zawodnik New York Rangers. W lipcu 2012 roku przedłużył kontrakt z klubem o dwa lata. Od lipca 2014 zawodnik Tampa Bay Lightning związany pięcioletnim kontraktem. Od lipca 2019 zawodnik Florida Panthers, związany trzyletnim kontraktem. W lipcu 2021 przeszedł do Arizona Coyotes, a w październiku 2022 do Boston Bruins.
Uczestniczył w turniejach mistrzostw świata 2007, 2008, 2009, 2017, Pucharu Świata 2016.

## Sukcesy
Reprezentacyjne
- Brązowy medal mistrzostw świata: 2009
- Złoty medal mistrzostw świata: 2017

Klubowe
- Mistrzostwo dywizji AHL: 2008 z Toronto Marlies
- Mistrzostwo dywizji NHL: 2012 z New York Rangers
- Mistrzostwo Konferencji NHL: 2012 z New York Rangers
- Prince of Wales Trophy: 2012 z New York Rangers

Indywidualne
- Mistrzostwa Świata w Hokeju na Lodzie 2008/Elita:
  - Pierwsze miejsce w klasyfikacji strzelców wśród obrońców: 4 gole
  - Jeden z trzech najlepszych zawodników reprezentacji